# アントニオ・デ・ペレーダ
アントニオ・デ・ペレーダ（Antonio de Pereda y Salgado、1611年ころ - 1678年1月30日）はスペインの画家である。宗教画も描いたが、「人生の空しさの寓意」を象徴する静物画「ヴァニタス」や「静物画（ボデゴン）」を描いたことで最もよく知られている。

## 略歴
現在のカスティーリャ・イ・レオン州のバリャドリッドで生まれた。同名の父親は、あまり知られていない画家であったが、デ・ペレーダが11歳になった1622年に亡くなった。バリャドリッドの画家、ディエゴ・バレンティン・ディアス(Diego Valentin Diaz: 1586 - 1660) に学んだ後、1627年ころ、母親とマドリードに移った。マドリードではペドロ・デ・ラス・クエバス(Pedro de las Cuevas: 1568–1635)の画塾で学んだ。デ・ラス・クエバスの画塾で学んだ画家にはフアン・カレーニョ・デ・ミランダなどもいた。
この時期の国王、フェリペ3世の宮廷は、貴族たちがフランドルやイタリアから画家を招き、スペイン宮廷には多くの画家が働いていた。デ・ペレーダも高官の支援を受け、イタリアから1617年にマドリードに移ってきて、騎士に任じられた画家、建築家のジョバンニ・バッティスタ・クレシェンツィ(Giovanni Battista Crescenzi: 1577–1635) のもとで働き、ブエン・レティーロ宮殿の部屋の装飾画などを描いた。
クレシェンツィが1635年に亡くなった後も宮廷の仕事もしたが、その後は教会のための宗教画や、静物画、特に「ヴァニタス」と呼ばれる「人生の空しさの寓意」を表す静物画を多く描いた。

## 作品

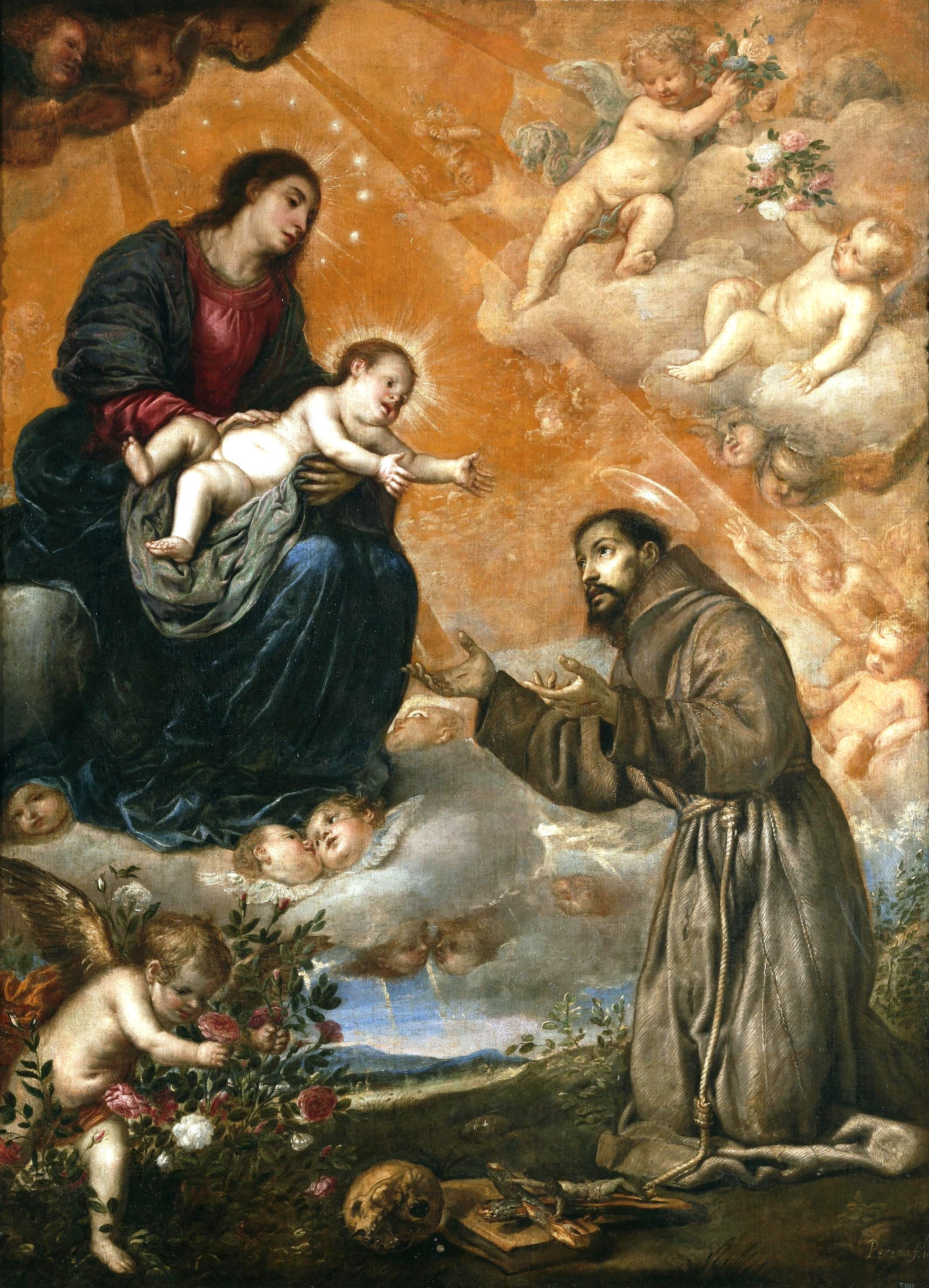
アッシジのフランチェスコ(1664) プラド美術館蔵
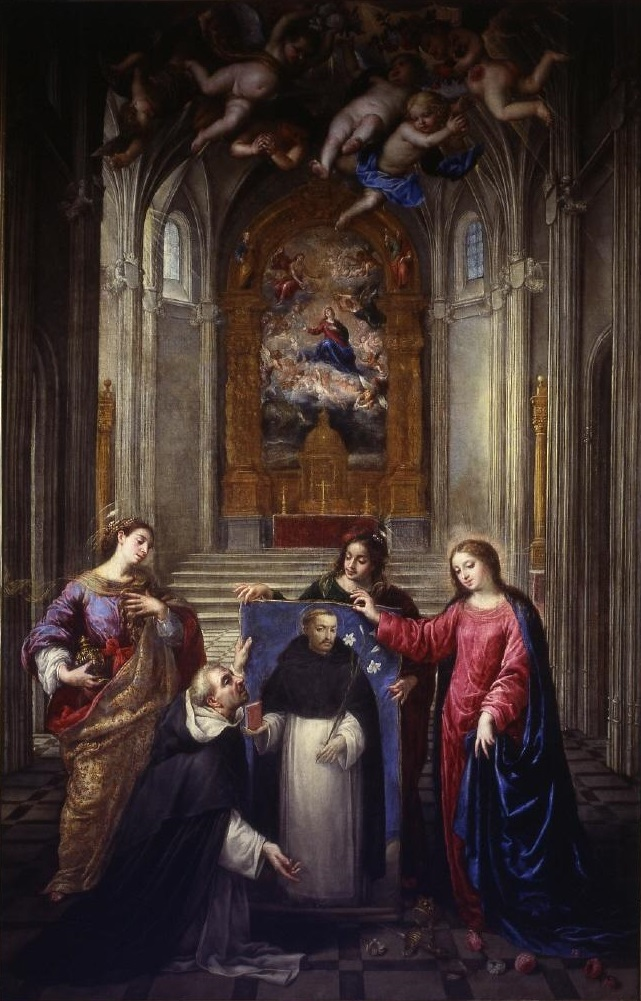
San Domenico Soriano　(1664) Cerralbo Museum蔵
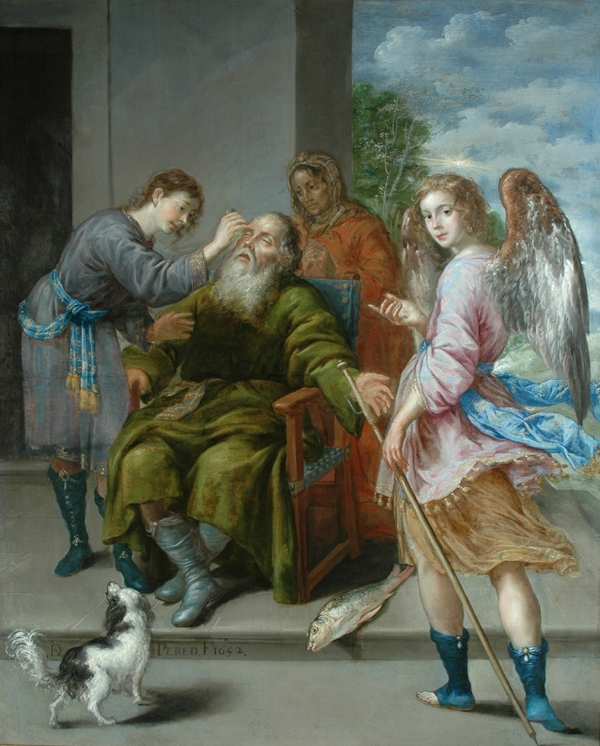
トビトの目を直すトビア Bowes Museum 蔵
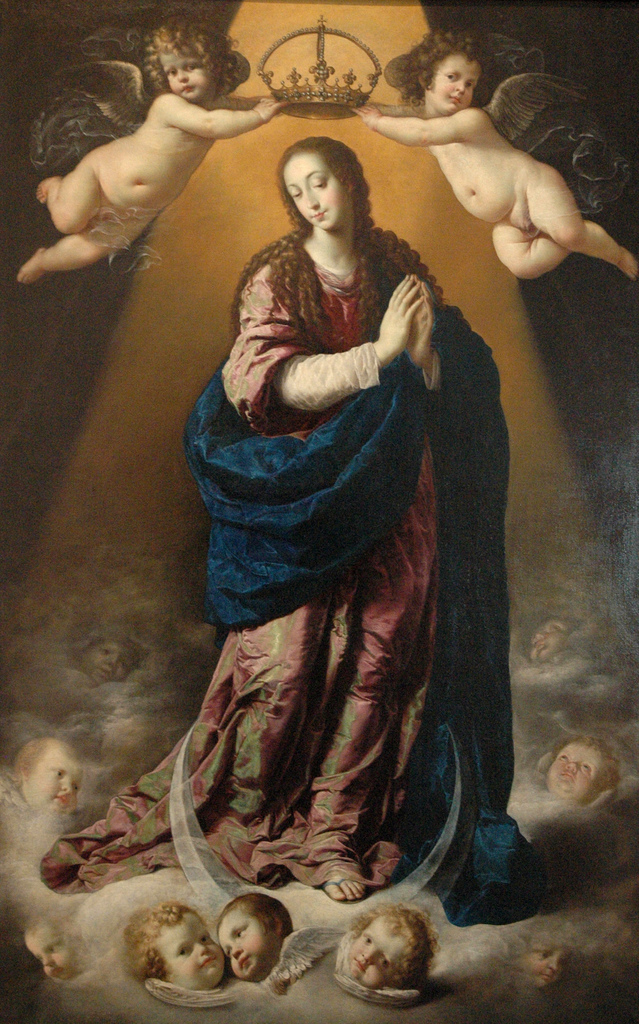
無原罪の御宿り

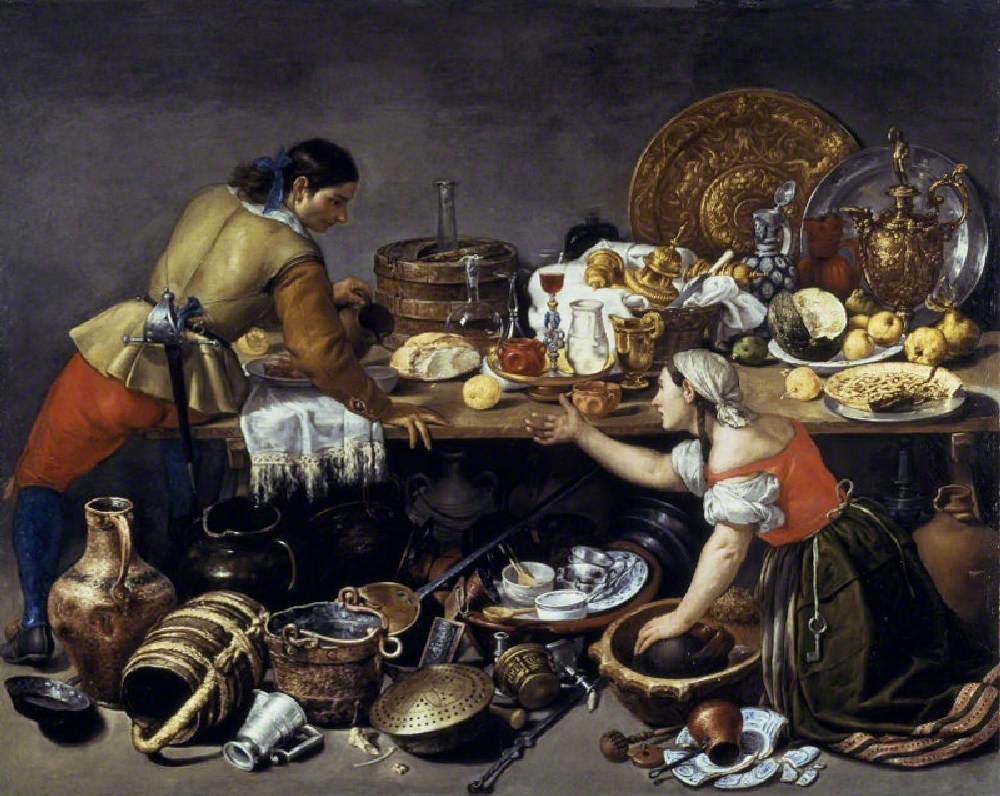
厨房の道具の乗ったテーブルで働く2人の女性 ナショナル・トラスト蔵
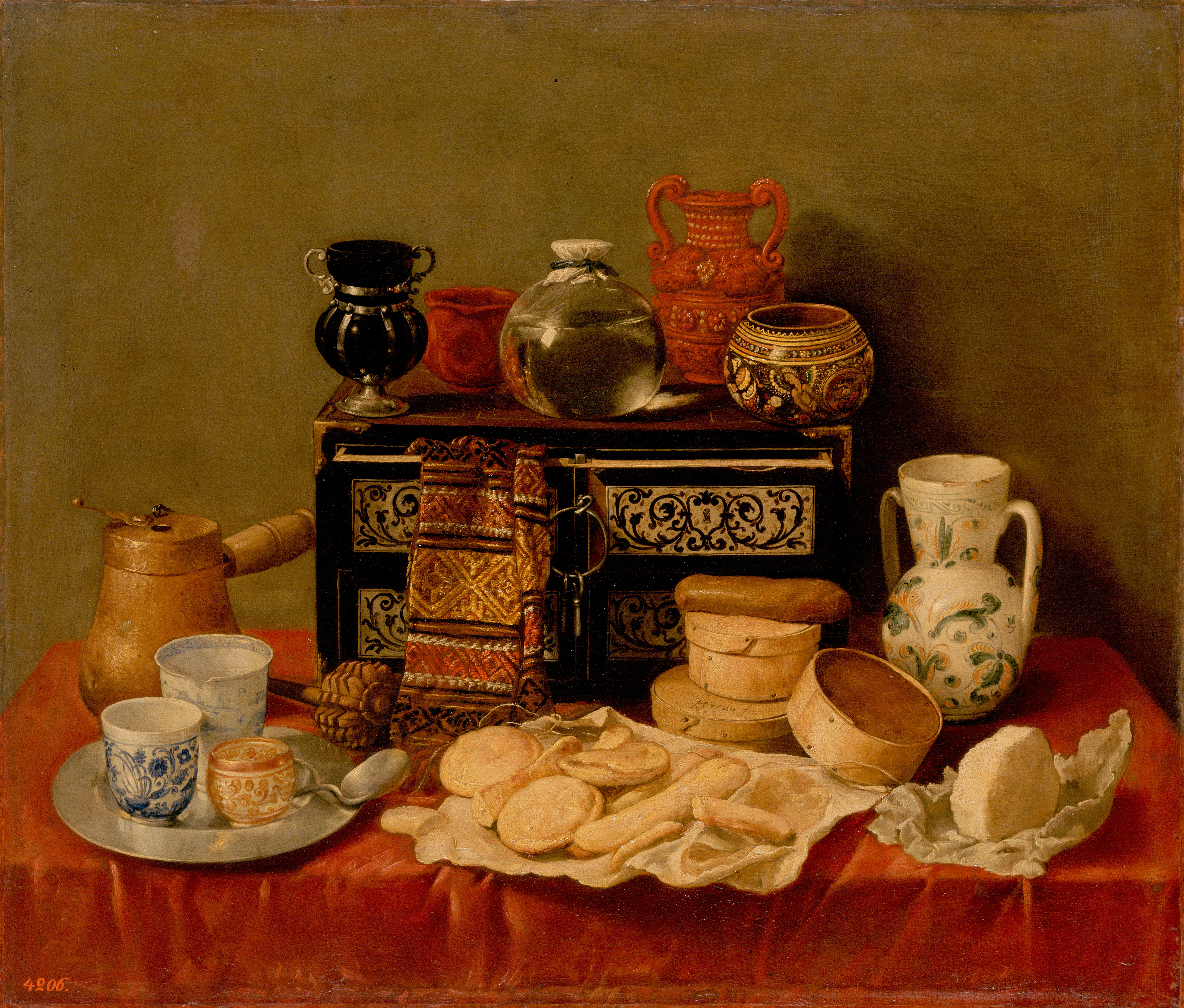
黒檀のチェストのある静物(1652) エルミタージュ美術館蔵
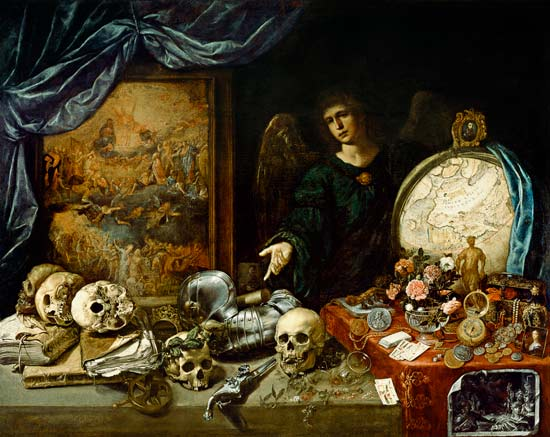
ヴァニタス ウフィツィ美術館蔵